# Синагога ашкеназских евреев в Баку
Синагога ашкеназских евреев в Баку — синагога в столице Азербайджана, в городе Баку. Расположена в центре города.

## История
Под здание нынешней синагоги в 1946 году было выделено здание бывшего склада гражданской обороны в полуподвальном помещении на углу улиц Корганова (ныне Расула Рзы) и Первомайской (ныне Диляры Алиевой). Совместно с общиной грузинских евреев Азербайджана был произведён ремонт и переоборудование под нужды общин. Были построены два молитвенных зала — один большой — для ашкеназов, другой маленький — для местной общины грузинских евреев. Средства были собраны в результате добровольных пожертвований евреев Азербайджана.
В 2002 году было принято решение построить новое здание синагоги. Открытие нового здания синагоги состоялась 9 марта 2003 года.
На 2022 год раввином синагоги ашкеназов является Шнеор Сегаль, а раввином синагоги грузинских евреев - Замир Исаев.

## См.также
- Синагога горских евреев в Баку
- Шестикупольная синагога